# .kn
.kn este un domeniu de internet de nivel superior, pentru Sfântul Kitts și Nevis (ccTLD).